# 부라쿠민
부라쿠민(일본어: 部落民)이란 전근대 일본의 신분 제도 아래에서 최하층에 위치해 있었던 불가촉천민 및 신분제 폐지 이후의 근현대 일본에서도 여전히 천민 집단의 후예로 차별 대상이 되고 있는 일본 사회의 특정 계층을 가리킨다. 아이누인, 재일 한국인, 재일 중국인, 류큐인과 함께 일본 내의 대표적 소수 집단이다.

## 용어 정리
'부라쿠(部落, 부락)'라는 용어는 여러 집들이 모여 이룬 마을, 촌락이라는 의미를 가지고 있으나, 현재 일본에서는 일반적으로 '히사베츠부라쿠(被差別部落, 피차별부락)'라는 부라쿠민들의 거주지 또는 부라쿠민 문제를 가리키는 것으로 인식되어 언급이 꺼려지고 있다. 대신 마을이라는 의미의 학술용어는 '슈라쿠(集落, 집락)'라고 쓴다. 앞서 언급한 바와 같이 부라쿠민의 집단 거주지는 '히사베츠부라쿠(被差別部落)', 부라쿠민은 '피차별부락민' 또는 '피차별부락출신자'라고 부른다. '특수부락'이라는 용어도 쓰였으나 오늘날에는 부적절한 용어로 여겨진다.

## 역사
에도 시대 이전에도 천민에 해당하는 신분 계층은 있었으나, 구체화된 것은 에도 시대 이후였다. 에도 시대 신분 제도는 병농공상의 4단계 구분이 있었으며, 이 신분은 세습되었다. 그런데 이 4단계의 신분 어느 것에도 들지 못하는 신분이 있었으니, 이는 주로 천시되는 직업에 종사하는 신분이었다.
이 신분은 다시 두 가지 계층으로 나뉘었는데, '에타(穢多, 예다)'라는 계층은 가축의 도살, 형장의 사형 집행인, 피혁 가공 등의 직업에 종사하는 사람이었다. '에타'의 '에(穢, 더러울 예)'는 '穢れ(케가레)', 즉 더러움을 뜻하며, 문자 그대로 더러운 일에 종사하는 사람이라는 뜻의, 부라쿠민에 대한 멸시의 감정이 담긴 표현이었다. 이는 불교의 영향으로 살생을 업으로 하는 일을 꺼렸던 일본인의 인식을 대변하는 것이었다. 또 다른 계층은 '히닌(非人, 비인)'으로 불렸는데, 주로 사형 집행 보조인 및 그 관할하의 걸인, 육류 납품·판매업, 죄인 및 시체 매장, 도로 청소, 사찰의 종자, 광대 등 여러 직업군의 사람들이 속하였다. '히닌'은 불교 용어로서 '사람이 아닌 것이 사람의 형상을 하고 있다'라는 뜻의 차별적 단어이다. 에도 시대에 이들은 영주의 관할 하에 따로 모여 살면서 특정 직업군에 종사하여 다른 신분과 분리된 일종의 게토를 형성하였다.

## 신분제 철폐 이후의 부라쿠민
메이지 신정부 수립 이후의 일본정부는 세금징수를 위해 부라쿠민 해방령을 공포하여 사농공상(무사, 농민, 장인, 상인)의 신분제를 철폐하는 동시에 그때까지 '에타', '히닌'으로 불리고 있었던 천민 집단에 대해서도 일반국민(평민)의 지위를 부여하였다. 그러나 부라쿠민에 대한 일본사회의 뿌리깊은 차별의식 때문에 평민과 동등한 지위라는 사실을 인정하기를 거부하여 해방령 반대 운동이 곳곳에서 벌어졌고, 이들에게 신평민(新平民)이란 호칭을 붙여 배척하였으며 해방령 이후에 부라쿠민은 성난 일부 평민에게 습격을 당하기도 하였다.

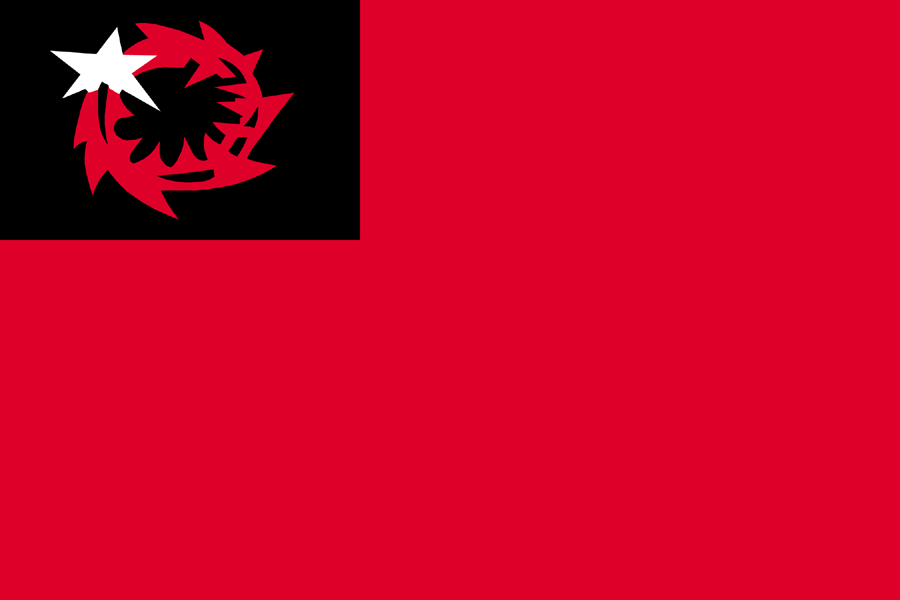
부라쿠해방동맹의 기.1922년 스이헤이샤 창설대회당시 제작됨

20세기 초 일본에서 시작된 사회주의 운동의 영향으로 부라쿠민들은 투쟁으로써 자신들의 평등하지 못한 현실을 바꿔야 한다는 진보적인 의식을 갖게 되었고, 차별이 없는 세상을 만들고자 하는 조직적인 민중운동으로 발전하였다. 1922년 3월 3일 사이코 만키치(西光万吉), 사카모토 세키치로(阪本清一郎) 등이 중심이 된 스이헤이샤(水平社, 수평사)는 일본 최초의 인권 선언인 《스이헤이샤 선언》을 발표하는 등 부라쿠민 차별 철폐 운동의 큰 구심점이 되었다. 스이헤이샤 창설대회 당시 부라쿠민들은 깃발에 피차별계급인 자신들의 아픔과 차별없는 세상을 만들려는 의지를 뜻하는 예수의 가시면류관을 그려넣었으며, 죽창을 깃대로 사용하여 투쟁의지를 보여주었다. 그럼에도 결국 일본사회의 부라쿠민 차별은 없어지지 않아서 1923년 3월에는 '일본국수회'라는 우파단체와 나라현에서 유혈충돌이 일어났다. 이 사건은 누군가가 부라쿠민을 차별하는 말을 한 사건이 발단이 되었는데, 국수회 회원이 일본도와 권총으로 스이헤이샤를 위협하면서 유혈충돌로 이어진 것이었다. 당시 일본군은 일본국수회와 차별발언을 한 사람에게 사건발단의 책임이 있음에도, 오히려 소란죄를 일으켰다며 스이헤이샤 관계자들을 검거하는 편파적인 모습을 보였다. 부라쿠민 기는 부라쿠민이 불교를 기반으로 하는 인종차별이라는 것에 착안하여 불교에 대항하기 위해 기독교를 기반으로 예수가 썼던 가시 면류관을 그 상징으로 삼아서 만들었다.
식민지 지배 이후 조선에서 일본으로 유입된 재일 조선인은 아직 신분차별을 당연하게 생각하는 유교적 신분 관념의 영향하에 있었기에, 부라쿠민을 조선의 천민인 백정과 같이 생각하는, 그러니까 직업의 귀천을 따지는 직업관에 따라 천시하였고, 부라쿠민은 식민지인, 외국인이란 이유로 재일 조선인을 천시하였으나, 한편 양자 모두 일본 사회에서 차별과 멸시를 받는 위치에 있었기에 서로 협력하는 분위기도 있었다. 한국의 천민 계층에 대한 차별 의식은 일제강점기에 전통적 신분 관념이 약화되고 한국전쟁 등의 대혼란기를 거치면서 사라졌지만 일본에서는 지금도 봉건적 천민 차별 의식이 있다.

## 현대의 부라쿠민
패전 이후 일본 정부는 종래의 부라쿠민 거주 지구를 대상으로 주거 환경의 개선과 인프라 구축 등을 골자로 하는 동화 대책 사업이라는 것을 추진하였다. 이것은 1969년에 일본 국회를 통과한 동화 대책 사업 추진법에 근거하여 일본의 해당 지자체에서 동화 지구로 설정한 지역에 대하여 실시하는 관주도의 공공사업이었다. 그러나 종래의 부라쿠민 거주지가 모두 동화 지구에 포함된 것은 아니다. 일본 경제의 급성장과 정부 주도의 노력 등으로 부라쿠민 거주지의 주거 환경은 상당 부분 개선되었으나 지금도 일본에서는 피차별 부라쿠민 출신이라는 이유로 취직과 결혼 등 사회에서의 불이익, 즉 차별을 당하거나 사람들이 이들에 대해 일반화된
편견과 선입견을 가지고 바라보는 등 민감한 사회문제로 받아들여지고 있다.

## 부라쿠민 출신 유명인
- 하시모토 도루: 일본유신회 소속의 정치인, 오사카시 시장을 지냄.
- 노나카 히로무: 일본 자유민주당 소속의 정치인.
- 요시다 다다오: 기업인, YKK 그룹의 설립자.
- 야나이 다다시: 기업인, 유니클로의 설립자.
- 렌뇨: 정토진종 소속의 혼간지의 제8대 종주.
- 미쿠니 렌타로: 배우, 영화 《맨발의 겐》, 《미야모토 무사시》 출연.
- 마쓰모토 지이치로: 인권 운동가, 부라쿠민 해방 운동의 초창기 지도자.
- 나카가미 겐지: 소설가, 수필가, 전후 일본을 대표하는 문학인의 한 사람.

## 같이 보기
- 일본의 민족 문제
- 재일외국인
- 차별계명
- 구리바야시 데루오
- 부락해방동맹(部落解放同盟)
- 부락지명총람사건
- 야쿠자